# Michal Zrihen
Michal Zrihen, née le 25 mars 1995, est une taekwondoïste israélienne puis portugaise.

## Biographie
Michal Zrihen évolue sous les couleurs israéliennes jusqu'en 2021 où elle concourt pour le Portugal.
Elle est médaillée de bronze dans la catégorie des moins de 46 kg aux Championnats du monde féminins de taekwondo 2021 à Riyad.
Elle remporte la médaille de bronze dans la catégorie des moins de 46 kg aux Championnats d'Europe 2022 à Manchester.